# Pompeo Giustiniani
Pompeo Giustiniani, vanligen kallad Järnarmen, född 1569 i Ajaccio, Korsika, död 11 oktober 1616, var en italiensk krigare.

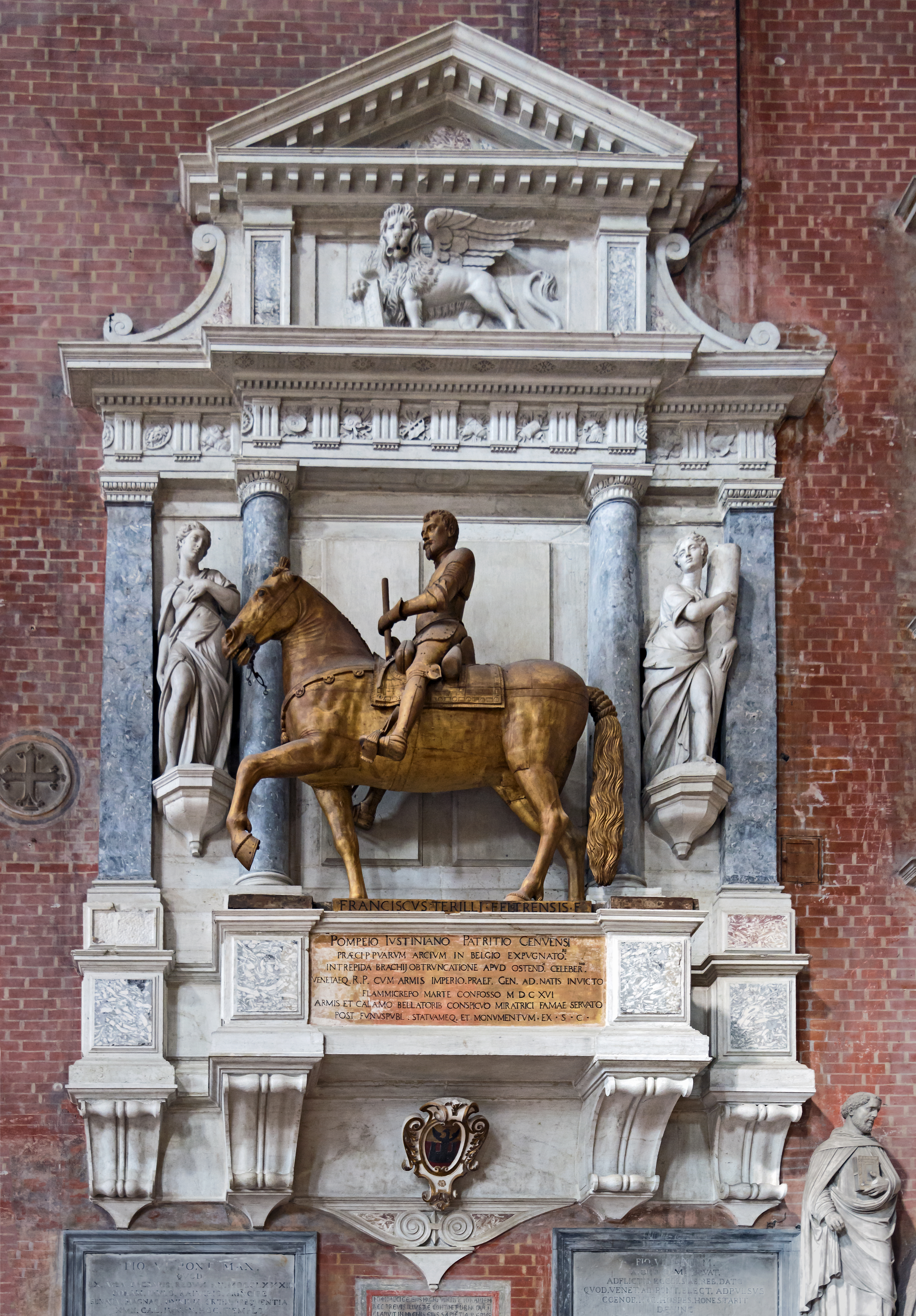
Pompeo Giustiniani

Giustiniani blev vid unga år överste i spansk tjänst, krigsråd och generaladjutant i Nederländerna. Vid Ostendes belägring förlorade han ena armen, varefter han lät göra sig en lösarm av järn (därav binamnet). Sedan han en tid varit ståthållare i Friesland, gick han i venetiansk tjänst, i vilken han förvärvade sig nya lagrar vid försvaret av Kreta mot turkarna. Vid en rekognoscering i Friuli föll han för österrikarnas kulor. Venedigs senat reste till hans ära en ryttarstaty. Giustiniani skrev en historia om flandriska kriget, Bellum belgicum (1609).